# Taux plancher zéro
Le taux plancher zéro, aussi appelé borne inférieure zéro (zero lower bound en anglais), est un phénomène macroéconomique qui a lieu lorsque les taux d'intérêt nominaux sont à 0 ou s'approchent de 0. Cela cause une trappe à liquidité et limite la capacité de la banque centrale à stimuler l'économie.

## Concept

### Une faille de la politique monétaire
Lorsque des banques centrales impriment de la monnaie afin de garantir un taux d'intérêt nominal faible, il peut arriver que l'émission soit si forte que le taux d'intérêt tombe à 0. Mais lorsque c'est le cas, le gouvernement ne peut plus stimuler la consommation, car les individus préféreront thésauriser leur monnaie.
Il est toutefois possible que des banques centrales baissent les taux d'intérêt jusqu'à ce qu'ils soient négatifs. La banque centrale tchèque estime par exemple que le plancher est de -1 %.

### Des alternatives
L'atteinte du taux plancher zéro restreint fortement les capacités de réponse de la Banque centrale. Il est dans ce cas nécessaire que, pour relancer l'économie, les États prennent la main et décident d'une relance budgétaire. Dans une zone économiquement homogène où les intérêts des États sont liés, comme la Zone euro, une politique budgétaire est d'autant plus favorable qu'elle est coordonnée. Les études empiriques montrent que les politiques budgétaires stimulant la demande globale sont associées à des multiplicateurs keynésiens plus élevés en période de récession.
Les recherches d'Eggertson et Woodford en 2003 montrent que la technique de la forward guidance, en tant que politique monétaire non conventionnelle, peut permettre de contourner le taux plancher zéro.

## Histoire

### Avant les Trente glorieuses
Le taux plancher zéro est atteint sur les obligations du Trésor américain dans les années 1930, à la suite de la crise économique de 1929. Les taux d'intérêt remonteront lorsque l'activité économique reprendra dans les années 1950. Ce fut notamment le cas lors de la lutte contre l'inflation au début des années 1980.

### Après les Trente glorieuses
Le taux plancher zéro a pris de l'importance dans le débat économique durant les années 1990 au Japon, lorsque la Banque du Japon a baissé ses taux à près de 0 % pour relancer l'économie, ce qui n'a pas eu lieu. L'économie s'est alors trouvée dans une situation de trappe à faible inflation.

### De la crise de 2008 à celle du Covid-19
La crise économique mondiale des années 2008 et suivantes provoque des baisses des taux d'intérêt de la part des banques centrales des zones économiques les plus touchées. Cela réduit les marges de manœuvre des banques centrales a posteriori.
La crise économique du Covid-19 qui commence en 2020 incite les banques centrales du monde à réagir rapidement par la voie de politique monétaires non conventionnelles. Elles décident de la chute de leur taux d'intérêt, qui se heurte au taux plancher zéro.

## Débats économiques

### Le paiement électronique
L'économiste Miles Kimball considère qu'un passage au paiement électronique pourrait éliminer le taux plancher zéro.

### Une efficacité débattue
L'idée selon laquelle la politique monétaire est encore utile pour stimuler l'économie dans une situation de taux plancher zéro a été critiquée par des économistes tels que Paul Krugman, Gauti Eggertsson et Michael Woodford.
Milton Friedman, lui, considérait que le taux plancher zéro ne présentait aucun problème pour la politique monétaire. Pour Friedman, la banque centrale peut continuer à faire gonfler la base monétaire même lorsque les taux d'intérêt sont nuls : elle doit simplement continuer à acheter des obligations.